# 김농밀
김농밀은 대한민국의 래퍼이다. 본명인 오담률로 더 많이 알려져 있다.
고등래퍼, 고등래퍼 2에 지원하여 조명을 받았다.
2020년 6월 초에 랩네임을 CHIN CHILLA에서 김농밀로 바꿨다.
키는 165cm이며, 몸무게는 60kg이다.

## 방송 출연
- 쇼미더머니5
- 고등래퍼
- 고등래퍼 2
- 쇼미더머니777
- 쇼미더머니8
- 쇼미더머니9
- 쇼미더머니11